# 李翻
李翻（？—5世纪？），字士举，小字武疆，陇西郡狄道县（今甘肃省定西市临洮县）人，凉武昭王第六子，李谭、李歆、李让、李愔、李恂、李豫、李宏、李眺、李亮的兄弟。

## 生平
李翻才能勇武过人，特别优异突出，有非凡的谋略，在西凉官至骁骑将军、祈连郡酒泉郡晋昌郡三郡太守。
嘉兴四年七月（420年），李翻的二哥西凉后主李歆被沮渠蒙逊击败后杀死，李翻和五哥敦煌太守李恂、七弟击虏将军新城太守李豫、九弟左将军李眺、十弟右将军李亮等人向西逃到敦煌，沮渠蒙逊因此进入酒泉。不久，李翻、李恂以及他们的儿子放弃敦煌，逃到北山。李翻的儿子李宝被沮渠蒙逊流放到姑臧。

## 家族

### 夫人
- 晋昌唐氏，冠军将军、永兴桓侯唐瑶之女[11]
- 天水尹氏，张掖县县令尹永之女[11]

### 儿子
- 李宝，北魏镇北将军、敦煌宣公
- 李怀达，北魏散骑常侍、敦煌太守
- 李抗，刘宋晋寿、安陆、东莱三郡太守
- 李钦[12][13]